# Charles Édouard Guillaume
Charles Édouard Guillaume (Fleurier, Suïssa, 1861 - Sèvres, França, 1938) fou un físic suís guardonat l'any 1920 amb el Premi Nobel de Física.

## Biografia
Nascut el 15 de febrer de 1861 a la ciutat suïssa de Fleurier, va estudiar física a l'Institut Politècnic de Neuchatel i a la Universitat de Zúric. Va entrar al servei de l'Oficina Internacional de Pesos i Mesures de Sèvres l'any 1883 i en va ser nomenat director adjunt l'any 1902, per esdevenir-ne director el 1915.
Guillaume morí el 13 de juny de 1938 a la població francesa de Sèvres.

## Recerca científica
Guillaume va iniciar treballant al costat de Kristian Birkeland, descobridor de l'aurora boreal. Va treballar a l'Observatori de París, secció de Meudon, duent a terme diversos experiments relatius a mesuraments termostàtics, i fou el primer a determinar la temperatura correcta de l'espai.
Fou guardonat l'any 1920 amb el Premi Nobel de Física pel seu descobriment d'un aliatge d'acer i níquel, conegut amb el nom d'invar. Aquest aliatge té un coeficient de dilatació tèrmic molt petit, el que permet utilitzar-lo per en rellotges i patrons per a mesures geodèsiques.

## Treballs publicats
- La Température de L'Espace, La Nature, volume 24, 1896.
- Études thermométriques. 1886.
- Traité de thermométrie. 1889.
- Unités et Étalons. 1894.
- Les rayons X. 1896.
- Recherches sur le nickel et ses alliages. 1898.
- La vie de la matière. 1899.
- La Convention du Mètre et le Bureau international des Poids et Mesures. 1902.
- Les applications des aciers au nickel. 1904.
- Des états de la matière. 1907.
- Les récents progrès du système métrique. 1907, 1913.
- Initiation à la Mécanique.